# Marlhes
Marlhes là một xã trong tỉnh Loire miền trung nước Pháp.